# Nyangokolwa
Nyangokolwa è una circoscrizione rurale (rural ward) della Tanzania situata nel distretto di Bariadi, regione del Simiyu. Conta una popolazione di 22 557 abitanti (censimento 2012).